# فریادکش‌های بزرگ
فریادکش‌های بزرگ (نام علمی: Chauna) نام یک سرده از تیره فریادکش است.